# Le soulier de satin (Oper)
Le soulier de satin (deutsch: ‚Der seidene Schuh‘) ist eine „Oper in vier Tagen“ (Originalbezeichnung: „Opéra en quatre journées“) von Marc-André Dalbavie (Musik) mit einem Libretto von Raphaèle Fleury nach dem gleichnamigen Theaterstück von Paul Claudel. Die Uraufführung fand am 21. Mai 2021 im Palais Garnier der Pariser Oper statt.

## Handlung
Die Oper spielt Ende des 16. Jahrhunderts zur Zeit der spanischen Konquistadoren. Sie umspannt mehr als zwanzig Jahre und mehrere Erdteile und handelt von der unerfüllten Liebe des spanischen Granden Don Rodrigue de Manacor zu Doña Prouhèze, der Ehefrau des königlichen Richters Don Pélage. Don Rodrigue war nach einem Schiffbruch an die afrikanische Küste geworfen worden. Dort war Doña Prouhèze die erste Person, der er dort begegnete. Die beiden verliebten sich sofort unsterblich ineinander. 
Die vier Teile sind nach dem Muster des spanischen Theaters als „journées“ (‚Tage‘) bezeichnet. Die Handlung ist von mythischen und religiösen Elementen wie Auftritten von Heiligen oder dem Mond durchzogen.
Vor Beginn des Spiels tritt der Annoncier vor das Publikum und erläutert mit den Worten Claudels, dass die einzelnen Bilder ohne Unterbrechung aufeinander folgen sollen. Das schlichteste Bühnenbild, beispielsweise eine grob bemalte Leinwand, reiche völlig aus. Die notwendigen Umbauten führen Bühnenmitarbeiter während des Spiels vor den Augen des Publikums aus. Die Darsteller der einzelnen Szenen erscheinen bereits vor Abschluss der jeweils vorangegangenen Szene auf der Bühne. Regieanweisungen werden entweder vom Bühnenleiter oder von den Darstellern selbst vorgelesen. Etwaige Fehler stören nicht. Alles müsse provisorisch, unordentlich, mit Begeisterung improvisiert aussehen.

### Kurzfassung
Erster Tag. Don Pélage soll das Kommando über das nordafrikanische Mogador übernehmen. Da er zuvor einige unverheiratete Frauen seiner Familie unter die Haube bringen will, muss seine Frau Doña Prouhèze zunächst ohne ihn in Begleitung des Kapitäns Don Balthazar und ihrer schwarzen Dienerin Jobarbara die erste Etappe bis Katalonien zurücklegen. Unabhängig von den beiden macht sich auch Don Pélages Cousin Don Camille auf den Weg nach Mogador. Eine andere Dame, Doña Isabel, fordert ihren Geliebten Don Luis auf, sie auf einer Reise zu entführen. Doña Prouhèze steckt in einem Gewissenskonflikt: Auf der einen Seite würde sie am liebsten mit Don Rodrigue fliehen, auf der anderen Seite will sie ihren Mann nicht betrügen. Sie rät Don Balthazar daher, während der Reise gut auf sie aufzupassen. Außerdem legt sie ihren Seidenschuh in die Hände einer Marienstatue und betet um Schutz vor der Versuchung. Der spanische König ernennt Don Rodrigue zum Vizekönig von Indien (Amerika). Dieser rettet mit seinem Diener Isidore die Reisegesellschaft Doña Isabels vor dem Angriff ihres Geliebten. Er selbst wird dabei schwer verletzt und auf das Schloss seiner Mutter gebracht. Doña Musique, eine der von Don Pélage zu verheiratenden Frauen, flieht mit einem neapolitanischen Sergeanten, der sie zum Vizekönig Neapels bringen will. Sie trifft sich in einer Herberge mit Doña Prouhèze und erzählt ihr von Don Rodrigues Verwundung. Die Herberge wird von Doña Musiques Verfolgern angegriffen und von Don Balthazar mit seinem Leben verteidigt. Unterdessen entkommen sowohl Doña Prouhèze, die sich auf den Weg zu Don Rodrigue macht, als auch Doña Musique, die mit dem Sergeanten und der schwarzen Jobarbara über das Meer nach Neapel reist.
Zweiter Tag. In ihrem Schloss pflegt Doña Honoria ihren Sohn Don Rodrigue. Die inzwischen eingetroffene Doña Prouhèze darf ihn nicht sehen. Ihr Mann Don Pélage trifft ebenfalls ein. Um sie von Don Rodrigue fernzuhalten, überlässt er ihr das Kommando über Mogador. Sie soll dort seinen Statthalter Don Camille ablösen. Für diese Entscheidung muss sich Don Pélage vor dem König rechtfertigen. Don Rodrigue folgt Doña Prouhèze nach Mogador. Sie will ihn aber nicht sehen und lässt sein Schiff mit Kanonen manövrierunfähig schießen. Doña Musiques Schiff kentert vor Sizilien. Sie begegnet dem Vizekönig von Neapel und verliebt sich in ihn. Don Rodrigue erreicht endlich die Stadt. Doña Prouhèze empfängt ihn jedoch nicht, sondern lässt ihm durch Don Camille ausrichten, er solle verschwinden. Don Rodrigue begibt sich auf seinen Posten in Amerika.
Dritter Tag. Zehn Jahre sind vergangen. Don Pélage ist verstorben, und Doña Prouhèze hat Don Camille geheiratet. In einem Moment der Schwäche verfasste sie einen Brief an Don Rodrigue, um ihn um Hilfe zu bitten. Der Brief hat sein Ziel noch nicht erreicht und befindet sich jetzt auf dem Weg nach Amerika in den Händen von Doña Isabels Bruder Don Fernand, der ihn seinem Begleiter Don Léopold Auguste gibt. Doña Musique ist mit dem Vizekönig von Neapel verheiratet und erwartet in Prag ein Kind. Don Rodrigue beschäftigt sich mit dem Bau eines Panama-Kanals. Er hat ein Verhältnis mit Doña Isabel, die mit ihrem Mann Don Ramire ebenfalls in Amerika lebt. Diese verschafft sich den Brief, um ihn in einem geeigneten Moment Don Rodrigue zu übergeben. Sie weiß, dass er dann seine Stellung zugunsten ihres Mannes sofort aufgeben wird. Tatsächlich macht sich Don Rodrigue unter einem Vorwand auf den Weg nach Mogador und kann mit Doña Prouhèze sprechen. Sie will Don Camille jedoch treu bleiben und bringt ihm stattdessen ihre Tochter Marie des Sept-Épées, bevor sie sich für immer von ihm verabschiedet.
Vierter Tag. Weitere zehn Jahre später. Doña Prouhèze ist in Mogador gestorben. Don Rodrigue wurde auf die Philippinen versetzt und verlor im Kampf gegen Japaner ein Bein. Er verkauft nun Heiligenbilder an Soldaten. Die spanische Flotte sammelt sich vor den Balearen, um unter der Führung von Doña Musiques Sohn Jean d’Autriche gegen die Türken zu ziehen, dem Geliebten von Doña Sept-Épées. Auch diese will gegen die Barbaren kämpfen und hat mit einer Freundin, der „Schlachterin“, heimlich ihre Heimat verlassen. Die beiden begeben sich auf Don Rodrigues Schiff, den Doña Sept-Épées jetzt Vater nennt. Dass er nicht mehr kämpfen will, enttäuscht sie sehr. Sie schwimmen zum Schiff Jeans. Don Rodrigue wird verhaftet, da seine Bilder Anstoß erregt haben. Er soll als Sklave verkauft werden, wird aber einer bettelnden Nonne übergeben. Die fortgesetzten Demütigungen stören ihn nicht mehr. Er hat endlich seinen Seelenfrieden gefunden.

### Erster Tag
Szene 1. Die afrikanische Küste des Atlantischen Ozeans; ein spanisches Schiffswrack. Ein Jesuitenpater dankt Gott für seine Rettung. Er hat den Schiffbruch überlebt, weil er an den Mast gebunden war, den er mit dem Kreuz vergleicht. Der Pater betet für seinen Bruder Don Rodrigue, dessen Stolz und Begierden ihm Sorgen bereiten. Er hofft, dass ihm die Trennung von seiner Geliebten den Weg zum Himmel öffnen wird.
Szene 2. Die Fassade des Hauses eines Edelmanns in Spanien; erste Morgenstunde; ein Garten mit Orangenbäumen und einem kleinen blauen Brunnen. Don Pélage und seine Frau Doña Prouhèze wollen nach ihrer Zeit in Spanien nach Afrika zurückkehren, wo Don Pélage das Kommando über Mogador übernehmen soll. Auch sein Cousin Don Camille, ein Abenteurer, dem Don Pélage wenig Vertrauen schenkt, wird etwas später dorthin abreisen. Den Anfang der Reise machen Don Pélage und Doña Prouhèze getrennt voneinander. Sie wird unter dem Schutz des Kapitäns Don Balthazar und in Begleitung ihrer resoluten Dienerin, der schwarzen Jobarbara, nach Katalonien reisen. Don Pélage will unterdessen sechs junge Frauen aus seiner Familie unter die Haube bringen, darunter Doña Musique, die Don Balthazar insgeheim liebt. Für jede der Frauen hat Don Pélage bereits zwei Heiratskandidaten ausgewählt, zwischen denen sie sich entscheiden müssen. Ansonsten bleibt ihnen nur das Kloster. Anschließend will Don Pélage in Katalonien wieder mit seiner Frau zusammentreffen.
Szene 3. Ein anderer Teil desselben Gartens; Mittag. Don Camille versucht vergeblich, Doña Prouhèze zu überreden, mit ihm gemeinsam zu reisen. Er will sich in Mogador eine eigene kleine Welt schaffen und hofft, sie dort wiederzusehen.
Szene 4. Eine Straße in einer spanischen Stadt; ein hohes vergittertes Fenster. Doña Isabel soll auf Befehl ihres Bruders ihre Herrin nach Kastilien begleiten. Sie fordert ihren Geliebten Don Luis auf, die Reisegesellschaft zu überfallen, um sie entführen.
Szene 5. Derselbe Ort wie in Szene 2. Vor der Abreise übergibt Don Balthazar Doña Prouhèze den genauen Reiseplan. Sie gesteht ihm offen, dass sie Don Rodrigue einen Brief geschickt hat, damit er sie in Katalonien aufsuchen und mit ihr fliehen kann. Don Balthazars Aufgabe sei es, dies zu verhindern, da sie der Gedanke, ihren Gatten zu betrügen, entsetzt. Dennoch würde sie alles tun, um mit ihrem Geliebten zusammen zu sein. Sie zieht ihren Seidenschuh aus, legt ihn in die Hände einer Marienstatue und betet zur Heiligen Jungfrau, sie vor der Versuchung zu beschützen. Falls sie sich dem Bösen zuwenden sollte, solle es nur mit lahmen Füßen geschehen können.
Szene 6. Großer Saal im Palast von Belém mit Blick auf die Tajo-Mündung. Der Kanzler rät dem spanischen König, Don Rodrigue zu seinem Statthalter und Vizekönig in Amerika zu ernennen. Der König stimmt trotz Bedenken wegen dessen Jugend zu und lässt Rodrigue holen.
Eine Prozession von Jakobspilgern besucht die Kirche Notre-Dame du Pilier. Unter den jungen Frauen befindet sich Doña Isabel, in der Nähe als Aufpasser ihr bewaffneter Bruder Don Fernand. Eine als Pilger verkleidete Gruppe bewaffneter Männer, darunter Doña Isabels Geliebter Don Luis, wartet versteckt auf eine Gelegenheit, sie zu entführen.
Szene 7. Die Kastilische Wüste; Nacht des Heiligen Jakob. Don Rodrigue ist mit seinem chinesischen Diener Isidore auf dem Weg zu dem mit Doña Prouhèze vereinbarten Treffpunkt. Die beiden beobachten in der Ferne einige verdächtige Reiter, wobei sie selbst darauf achten müssen, nicht von spanischen Soldaten entdeckt zu werden. Rodrigue hat Isidore als Lohn für seine Unterstützung versprochen, ihn taufen und anschließend in seine Heimat zurückkehren zu lassen. Er erzählt ihr von seiner großen Liebe zu Doña Prouhèze. Als sich die bewaffneten Männer der Prozession nähern, glauben Don Rodrigue und Isidore, es handle sich um einen Anschlag der Mauren. Sie greifen zu ihren Schwertern, um die Pilger zu verteidigen.
Szene 8. Die Herberge von X… am Meeresufer. Doña Prouhèzes Dienerin, die schwarze Jobarbara, unterhält sich mit einem neapolitanischen  Sergeanten. Der hat Doña Musique erzählt, dass der Vizekönig von Neapel sie in einem Traum gesehen und ihn beauftragt habe, sie zu ihm zu bringen. Da Doña Musique auf keinen Fall durch ihren Vater zwangsverheiratet werden wollte, ist sie mit dem Sergeanten durchgebrannt.
Szene 9. Ein anderer Teil der Wüste von Kastilien; ein Kreuzweg zwischen Rosen und grünen Eichen; Tote, darunter Don Luis, liegen auf dem Boden. Don Fernand dankt dem im Kampf verwundeten Don Rodrigue für die Rettung seiner Schwester Doña Isabel und überlässt ihm eine Kutsche.
Szene 10. Der Garten der Herberge von X. Doña Musique trifft sich heimlich mit Doña Prouhèze und erzählt ihr von ihrer Hoffnung, den Vizekönig von Neapel zu heiraten. Doña Prouhèze spricht ihrerseits von ihren eigenen widersprüchlichen Gefühlen für Don Rodrigue.
Szene 11. In der Nähe der Herberge; unwirklich aussehende Felsen und weißer Sand. Die schwarze Jobarbara tanzt im Mondlicht, bis sie in Trance fällt. Der Chinese Isidore fängt sie auf. Nach etwas gegenseitiger Neckerei sprechen sie über ihre jeweiligen Arbeitgeber. Jobarbara informiert Isidore darüber, dass sich Doña Prouhèze hier befinde, aber von Don Balthazar bewacht werde, bis Don Pélage in den nächsten Tagen komme, um sie nach Afrika zu bringen. Der Chinese teilt Jobarbara mit, dass Don Rodrigue schwer verletzt in das vier Meilen entfernte Schloss seiner Mutter Doña Honoria gebracht wurde. Doña Prouhèze müsse sich unverzüglich dorthin begeben, wenn sie ihn noch einmal sehen wolle. Er habe einigen Rittern erzählt, dass sich die von ihnen gesuchte Doña Musique hier befinde. Sie wollen Don Balthazar morgen angreifen. Doña Prouhèze soll diese Ablenkung nutzen, um zu fliehen.
Szene 12. Die Herberge von X, am Meeresufer. Während die Ritter sich auf den Angriff vorbereiten und Don Balthazar die Verteidigung organisiert, versucht Doña Prouhèze als Mann verkleidet zu entkommen. Nachdem sie sich durch Dornengestrüpp gekämpft hat, trifft sie auf einen Schutzengel, der ihr versichert, dass Don Rodrigue auch ohne ihre Liebe überleben werde. Dennoch ist sie fest entschlossen, zu ihm zu gelangen. Der Engel wird sie begleiten.
Szene 13. Außerhalb der Herberge. In der Ferne ist Doña Prouhèze auf dem Weg zum Schloss von Don Rodrigues Mutter zu sehen. Zu gleicher Zeit fliehen Doña Musique, die schwarze Jobarbara und der neapolitanische Sergeant auf einem Boot über das Meer. In der Herberge klärt Isidore Don Balthazar über die Lage auf. Don Balthazar erkennt, dass Doña Musique für ihn verloren ist. Um zumindest die Flucht der beiden Frauen zu sichern, hält er die Angreifer bis zur letzten Sekunde auf. Er bezahlt dies mit seinem Leben.

### Zweiter Tag
Szene 1. Ein Wald in einer katalonischen Sierra; Don Rodrigues Schloss auf einem Berggipfel. Hier pflegt Doña Honoria ihren Sohn, dessen Verletzungen noch immer lebensbedrohlich sind. Doña Prouhèze ist mittlerweile im Schloss eingetroffen, wird aber noch nicht zu ihm gelassen. Während sie wartet, nähert sich Don Pélage mit seinem Diener dem Schloss.
Szene 2. Ein Raum im Schloss von X… Doña Honoria informiert Don Pélage über den Zustand seines Nebenbuhlers, der zwar seit zwei Wochen bei Bewusstsein sei, aber noch immer mit dem Tode ringe und in seinen Träumen nach Doña Prouhèze rufe. Don Pélage macht sich selbst Vorwürfe, sie trotz des großen Altersunterschieds geheiratet zu haben. Er habe sie zwar geliebt, sie aber nur ein einziges Mal während ihrer Zeit in Afrika lächeln gesehen. Auch Kinder blieben ihnen verwehrt. Jetzt will er ihr zum Ausgleich eine „größere Versuchung“ anbieten.
Szene 3. Ein anderer Raum im Schloss von X… Don Pélage erinnert seine Frau an ihre glückliche gemeinsame Zeit in Afrika. Er glaubt nicht, dass sie Don Rodrigue noch viel helfen kann, und bietet ihr an, nach Mogador zurückzukehren. Sie soll dort an seiner Stelle die Statthalterschaft übernehmen und seinen Cousin Don Camille ablösen, dem er nicht traut. Don Pélage ist zuversichtlich, dass sie diese Aufgabe meistern kann.
Szene 4. Nacht; eine riesige mit Feuer überzogene Statue des Heiligen Jakob. Im Hintergrund sind die Reise Doña Prouhèzes nach Mogador und diejenige Don Rodrigues zu seinem Vizekönigreich in Amerika dargestellt. Der Heilige Jakob sieht sich selbst als Leuchtturm zwischen den beiden Welten. Er betrachtet die Gräben, die die beiden Liebenden ziehen, während sie voreinander fliehen und sich zugleich verfolgen. Der Heilige Jakob verspricht, dass sie einst im Himmel ihre Wurzeln finden werden. In ihm werden sich beider Reisen mit der seinigen vereinen.
Entracte
Szene 5. Ein Raum im Palast von El Escorial. Don Pélage rechtfertigt sich vor dem König dafür, seine Frau nach Mogador geschickt zu haben, statt selbst dorthin zu reisen. Der König wünscht, dass Don Rodrigue vor seiner Abreise nach Amerika noch einmal mit Doña Prouhèze zusammentrifft, um sich aus freiem Willen von ihr zu lösen. Don Pélage ist damit nicht einverstanden.
Szene 6. Nacht; das offene Meer vor Mogador. Don Rodrigue ist Doña Prouhèze nach Mogador gefolgt. Sie hat daraufhin mit Kanonen auf sein Schiff feuern lassen und es manövrierunfähig gemacht. Don Rodrigue unterhält sich mit dem Kapitän über die Gründe. Er vermutet, Doña Prouhèze sei ein Verhältnis mit Don Camille eingegangen. Der Kapitän zeigt ihm die Überreste eines Schiffswracks. Don Rodrigue erkennt es als dasjenige, mit dem sein Bruder nach Brasilien übersetzen wollte. Parallel zu dieser Szene beobachten Doña Prouhèze und Don Camille vom Schloss aus das Schiff. Doña Prouhèze beharrt darauf, dass sie jetzt das Kommando innehabe.
Szene 7. Ein Urwald in Sizilien; eine hohe und tiefe Höhle, vor der grüne Lianen mit rosa Blüten hängen; ein durch die Steine fließender Bach; Wasserrauschen; strahlendes Mondlicht. Doña Musiques Schiff ist gestrandet. Sie konnte sich als einzige ans Ufer retten und trifft dort wundersamerweise auf den Vizekönig von Neapel. Die beiden verlieben sich ineinander.
Szene 8. Die Folterkammer des Schlosses von Mogador; im Hintergrund ein großer schwarzer Stoffvorhang. Nach seiner Ankunft in Mogador wird Don Rodrigue nicht von Doña Prouhèze empfangen, sondern von Don Camille. Ihre Schatten verschmelzen sich auf der Leinwand zu einer einzigen vielarmigen Gestalt mit mehreren Köpfen. Don Camille überreicht Don Rodrigue einen Brief von Doña Prouhèze. Er enthält ihre Antwort auf die Aufforderung des Königs, nach Spanien zurückzukehren: „Ich bleibe. Geh weg.“
Szene 9. Der doppelte Schatten eines Mannes und einer Frau. Der Schatten klagt das Paar an, das ihn ins Leben gerufen und seine beiden Teile anschließend wieder getrennt habe.
Szene 10. Die Leinwand zeigt nun den Mond. Der Mond sinnt über das schlafende Paar und dessen unerfüllte Sehnsucht nach Liebe nach. Doña Prouhèze befindet sich weiterhin in Mogador. Don Rodrigue hingegen ist auf einem Schiff unterwegs nach Amerika.

### Dritter Tag
Nach dem Tod ihres ersten Mannes hat Doña Prouhèze den ungeliebten Don Camille geheiratet, um ihre Befehlsgewalt über Mogador zu sichern. In einem Augenblick der Verzweiflung schrieb sie Don Rodrigue einen Brief, in dem sie ihn anflehte, sie zu retten. Dieser Brief reiste zehn Jahre lang um die ganze Welt, von einer Hand in die nächste, ohne sein Ziel in Amerika zu erreichen.
Szene 1. Auf dem Meer (10° nördliche Breite, 30° östliche Länge). Don Fernand und Don Léopold Auguste beobachten auf ihrer Reise nach Amerika eine Gruppe von Walen. Sie unterhalten sich abfällig über die Weltumsegler Christoph Kolumbus und Ferdinand Magellan und die Astronomen, die glauben, dass sich die Erde um die Sonne drehe. Don Fernand erzählt, dass der Vizekönig Don Rodrigue einst den Verlobten seiner Schwester Doña Isabel erschossen habe. Diese habe später Don Ramire geheiratet, der daraufhin die Gunst des Vizekönigs erhielt. Er zeigt Don Léopold Auguste den an Don Rodrigue adressierten Brief, der Berühmtheit erlangt habe, weil dem letzten Überbringer erst Erfolg und kurz darauf der Tod gewiss sei. Don Fernand ist bereit, das Risiko einzugehen, befürchtet aber, dass Don Rodrigue Verdacht gegen ihn schöpfen könnte. Don Léopold Auguste bittet ihn, den Brief ihm zu überlassen. Er sei ein gutes Mittel, in die Sphäre des Vizekönigs zu gelangen.
Szene 2. Gleichzeitig in Prag nach der Schlacht am Weißen Berg, in Mogador und im Urwald Amerikas. Doña Musique hat den Vizekönig von Neapel geheiratet, ist mit ihm nach Prag gereist und erwartet ein Kind. Sie betet in der Kirche St. Nikolaus auf der Kleinseite vor den Heiligenstatuen des Saint Nicolas, Saint Boniface, Saint Denys d’Athènes und Saint Adlibitum für die Kriegsopfer. Sie hofft, dass ihr Sohn (der spätere Don Jean d’Autriche bzw. Juan de Austria) einst ein großer Musiker werde, der die Seelen der Menschen vereine. In Mogador beklagen drei Soldaten das Schicksal des von Don Camille gefolterten Don Sébastien. Im Urwald schreiten die grausamen Eroberungen der Konquistadoren voran. Amerika „flüstert“ mit den Stimmen von Blättern, Insekten, Vögeln und anderen Tieren.
Szene 3. Die Reise des Briefs an Don Rodrigue. In Panama plant Don Rodrigue den Bau eines Kanals zwischen den Ozeanen. Sein Leben ist traurig und wie sein Hofstaat ohne jegliche Freude. Er ist ein Verhältnis mit Doña Isabel eingegangen, die er nicht liebt. Don Léopold August ist vor zwei Tagen eingetroffen. Er wird von seiner Zimmerwirtin gepiesackt, die unbedingt den Brief haben will, damit das Schauspiel voranschreiten kann. Der Brief fällt in die Hände von Doña Isabels Mann Don Ramire. Doña Isabel wünscht sich, dass er mehr Ehrgeiz zeige, Don Rodrigues Position zu übernehmen. Sie weiß, dass dieser sofort zu seiner Geliebten aufbrechen wird, sobald er den Brief liest. Don Ramire gibt ihn ihr.
Szene 4. Im Meer an der Orinoco-Mündung; die Brücke des Flaggschiffs; in der Ferne ein Land mit reichen Plantagen, ein Fort und mehrere brennende Dörfer; es regnet; überladene Ruderboote bringen die Dorfbevölkerung zu Schiffen auf dem Meer. Don Rodrigue macht Don Almagro Vorwürfe wegen seines brutalen Vorgehens. Der rechtfertigt sich damit, das von ihm selbst eroberte Land des Königs gegen Don Rodrigue verteidigt zu haben. Don Rodrigue glaubt, so werde ihre Arbeit in wenigen Jahren wieder von der Natur zerstört werden. Er beharrt darauf, dass auch das Orinoco-Gebiet zu seinem Zuständigkeitsbereich gehöre. Don Almagro solle sich auf das ihm zugewiesene Gebiet beschränken.
Szene 5. Mogador; ein Zelt auf dem Sand am Ozean; in einem leicht beleuchteten Raum; Teppiche auf dem Boden; im Hintergrund ein Vorhang aus einem dünnen Schleier; ein Bildschirm zeigt die sich drehende Weltkugel mit der Landenge von Panama. Doña Prouhèze schläft. Von hinter dem Vorhang erklingt die nach ihr rufende Stimme Don Rodrigues. Doña Prouhèze antwortet ihm. Auf dem Bildschirm zeigt sich nun Japan. Die Hauptinsel verwandelt sich in die unscharfe Gestalt des Schutzengels, der ihr den Sinn ihrer widersprüchlichen Liebe zu Don Rodrigue erklärt. Er versichert ihr, dass auch die Sünde einem Zweck diene. Erst diese unmögliche Liebe habe Don Rodrigue für seine eigentliche Aufgabe empfänglich gemacht. Der Engel überredet Doña Prouhèze, Don Rodrigue weiterhin wie ein ferner Stern vor Augen zu bleiben, um ihn so zum ewigen Licht und zur Liebe zu führen. Auf sein Drängen erklärt sie sich bereit, durch die Hand Don Rodrigues zu sterben.
Szene 6. Ein großer Raum im Palast des Vizekönigs in Panama; feuchter und heißer Nachmittag; regnerischer Himmel; durch das Fenster der Blick auf den Pazifik. Don Rodrigue, sein Sekretär Don Rodilard und Doña Isabel lauschen einem schlechten Orchester. Don Rodrigue ist depressiv und abweisend zu Doña Isabel. Die nutzt die Gelegenheit, um ihm Doña Prouhèzes Brief zu geben. Seine Hände zittern, als er ihre Schrift erkennt.
Szene 7. In Mogador, ein Zelt am Meeresufer. Don Camille kann das Verhalten seiner Frau Doña Prouhèze nicht mehr ertragen. Er sagt ihr offen, dass er sie am liebsten auspeitschen oder foltern würde. Selbst die gemeinsame Tochter scheint ihm Ähnlichkeit mit Don Rodrigue zu haben. Doña Prouhèze gibt zu, dass sie sich für immer mit Don Rodrigue verbunden fühlt und ihn niemals aufgeben werde.
Entracte
Szene 8. Die spanische Flotte im Golf von Darién vor der Abfahrt nach Europa. Das Poop des Admiralgebäudes. Don Rodrigue präsentiert Don Rodilard, Don Ramire und Doña Isabel stolz ein Modell der Maschine, die Boote über die Landenge Panamas transportieren soll. Er will nach Spanien reisen, um dem König mit diesem „Schlüssel“ ganz Amerika zu Füßen zu legen. Don Ramire glaubt, der eigentliche Grund für diese Reise sei eine „gewisse Frau“. Don Rodilard überreicht Don Rodrigue zum Abschied seine gesammelten Werke. Von Doña Isabel verabschiedet sich Don Rodrigue nur sehr trocken.
Szene 9. Zwei Monate später; die spanische Flotte vor Mogador; düsterer windstiller Nachmittag. Don Rodrigue und der Kapitän beobachten durch ein Fernglas, wie Don Camille einen Angriff der Mauren zurückschlägt. Don Rodrigue hofft auf Verhandlungen mit dem Kommandanten. Stattdessen sehen sie Doña Prouhèze und ihre kleine Tochter in einem Boot den Hafen verlassen.
Szene 10. Die von einer Leinwand abgeschirmte Brücke des Flaggschiffs. Doña Prouhèze ist als Unterhändlerin ihres Mannes Don Camille gekommen. Sie fordert Don Rodrigue auf, den Hafen zu verlassen, und will wissen, ob er im Auftrag des Königs gekommen sei. Don Rodrigue entgegnet, dass er einen brieflichen Hilferuf erhalten habe, dem er nichts entgegensetzen konnte. Doña Prouhèze weist ihn ab. Sie wird bei Don Camille in Mogador bleiben, vertraut Don Rodrigue aber ihre Tochter Marie des Sept-Épées an. Er müsse sie selbst gehen lassen, denn sonst werde um Mitternacht die Zitadelle gesprengt. Sie fühle sich nicht mehr in der Lage, ihr Versprechen zu halten, das ihr Körper ihm einst gegeben habe. Die beiden verabschieden sich mit einem großen Liebesduett voneinander.

### Vierter Tag
Der vierte Tag spielt sich auf See vor den Balearen ab. Er handelt im Wesentlichen von Doña Prouhèzes und Don Camilles Tochter Doña Sept-Épées. Seit Doña Prouhèzes Tod in Mogador sind zehn Jahre vergangen. Nachdem Don Rodrigue seinen Posten in Amerika verlassen hatte, wurde er unehrenhaft auf die Philippinen versetzt. Dort verlor er im Kampf gegen die Japaner ein Bein. Er hat ein Holzbein und lebt vom Verkauf selbst gemalter Heiligenbilder. Aus Amerika ist eine große Flotte mit Gold und Silber aus Peru eingetroffen. Sie wird in Kürze ablegen, um unter Jean d’Autriche gegen die Türken zu kämpfen. Auch der spanische König befindet sich mit seinem Hofstaat in der Gegend. Überall fahren Schiffe und Boote hin und her.
Szene 1. Don Rodrigues Schiff; auf einem Tisch liegen seine Heiligenbilder ausgebreitet. L’Annoncier und l’Irrépressible erläutern dem Publikum die Situation und beschreiben einige der Bilder: den heiligen Jakob, den heiligen Foin, den heiligen Paulus, den Erzengel Gabriel, den heiligen Lukas, den heiligen Matthäus und den „Kuss des Friedens“.
Szene 2. Ein kleines Boot auf See; früher Morgen. Die junge Doña Sept-Épées hat mit ihrer Freundin, der „Schlachterin“, heimlich Mallorca verlassen, um die Mission ihrer Mutter fortzusetzen. Sie will sich ihrem Stiefvater Don Rodrigue und Jean d’Autriche anschließen, um die nordafrikanischen Festungen anzugreifen und die dort gefangenen Christen zu befreien. Von Don Rodrigue schwärmt sie geradezu: Er sei Vizekönig von Indien, wisse und könne alles, habe Schiffe über die Landenge von Panama transportiert, China und Japan entdeckt, gewaltige Kämpfe gefochten und Philosophie studiert. Jetzt habe er sämtliche Heiligen um sich versammelt und werde mit ihnen die großen Städte Afrikas einnehmen. Die Schlachterin hält Jean d’Autriche für einen viel bedeutenderen General als Don Rodrigue. Er ist Doña Sept-Épées Geliebter. Als sie ihre Freundin aus dem Elternhaus entführte, schlug er drei Banditen in die Flucht.
Szene 3. Doña Sept-Épées und ihre Freundin erreichen das Schiff Don Rodrigues, der jeder von ihnen zur Begrüßung ein Heiligenbild gibt. Leider ist er eine Enttäuschung für seine Stieftochter. Er hat kein Interesse mehr an weltlichen Kämpfen, sondern will die Grenzen zwischen den Menschen niederreißen, bis nur noch die Grenze zum Himmel bleibt. Auch seine Verbindung zur verstorbenen Doña Prouhèze ist weiterhin problematisch. Doña Sept-Épées meint, er hätte es nie zulassen dürfen, dass eine Frau so viel Macht über ihn erhält. Jetzt fordert sie das Versprechen, das er ihrer Mutter gab, selbst ein. Beide wissen, dass er es nicht halten wird.
Szene 4. Doña Sept-Épées und ihre Freundin schwimmen auf das Schiff Don Jeans d’Autriche zu, das in Kürze zur Seeschlacht von Lepanto aufbrechen wird.
Szene 5. Dieselbe Nacht. Da die Heiligenbilder Anstoß bei der königlichen Regierung erregt haben, wird Don Rodrigue verhaftet. Zwei Soldaten bringen ihn in einem Boot an Land, um ihn auf dem Sklavenmarkt zu verkaufen. Sein Schiff geht in Flammen auf. Ein alter Mönch, Frère Léon, bringt einen Brief von Doña Sept-Épées. Die Soldaten wollen ihm den Brief nur geben, wenn er ein Würfelspiel gewinnt. Der für ihn würfelnde Mönch verliert jedoch. Daher liest der Soldat den Brief nur vor. Er macht sich darüber lustig, dass Don Rodrigue gar nicht ihr echter Vater ist. Frère Léon selbst hatte ihre Mutter mit Don Camille getraut. In dem Brief informiert Doña Sept-Épées Don Rodrigue darüber, dass sie sich Jean d’Autriche anschließen werde. Wenn sie ihn erreiche, werde sie ihm dies mit einem Kanonenschuss mitteilen. Um ihn zu quälen, erzählen die Soldaten, man habe im Wasser ein totes Mädchen gefunden. Trotz aller Demütigungen fühlt sich Don Rodrigue befreit. Frère Léon rät ihm zur Beichte. Don Rodrigue will jedoch mehr über Doña Prouhèzes Hochzeit erfahren, obwohl er den Gedanken daran kaum ertragen kann. Eine alte Ordensschwester trifft in einem anderen Boot ein, um zu betteln. Sie bekommt ein paar alte Kleidungsstücke und wertloses Gerümpel. Don Rodrigue bittet sie, auch ihn selbst mitzunehmen. Er wolle im Schatten der Mutter Theresa leben und ihr dienen. Die Soldaten sind einverstanden. Als er in das Boot der Nonne steigt, erklingen in der Ferne eine Trompete und anschließend ein Kanonenschuss. Don Rodrigue weiß, dass sein Kind lebt.

## Gestaltung
Dalbavies Musik ist „spektral aufgefächert“ (Jürgen Otten). Sie besteht aus dichten, vielfarbigen Klangflächen, die von französischen Komponisten wie Claude Debussy oder Olivier Messiaen inspiriert sind, aber eine eigenständige Sprache haben. Otten beschrieb sie als „Melange aus raffiniert gebauten, stets transparenten Clustern, charakteristischen Modi und winzigen motivischen Zellen, die sich zu immer neuen, größeren Zellen ausbilden“ und einen typisch französischen „Duft“ ausstrahlen. Die Komposition wechselt zwischen ausgedehnten Gesangslinien, rezitativischen Abschnitten und gesprochenen Dialogen hin und her. Im Orchester spielen ungewöhnliche Instrumente wie eine Barockgitarre, ein Zymbal oder ein Vierteltonklavier mit. Auch elektronische Klänge und Zitate Alter Musik wie eine Pavane von Luis Milán werden eingesetzt. Die Instrumentierung wurde als höchst abwechslungsreich („richly diversified“) beschrieben. Auch klassische Formen wie Duette und Quartette kommen vor, beispielsweise das fast italienisch anmutende Duett von Don Rodrigue und Doña Prouhèze am Ende des dritten Tages, das mehrere Rezensenten als Höhepunkt empfanden.

## Werkgeschichte
Den Auftrag zu dieser Oper erhielt der französische Komponist Marc-André Dalbavie 2013 von Stéphane Lissner zu dessen Amtsantritt als Intendant der Pariser Oper. Sie ist die dritte Produktion einer Reihe von Werken über französische Literatur nach Luca Francesconis Trompe-la-Mort nach Honoré de Balzac von 2017 und Michael Jarrells Bérénice nach Jean Racine von 2018. Das Libretto stammt von Raphaèle Fleury. Es basiert auf dem zwischen 1919 und 1923 entstandenen gleichnamigen Monumental-Schauspiel von Paul Claudel, seinem „Opus summum“ voller religiöser Untertöne, das in der Urfassung fünfzig Charaktere enthält, elf Stunden dauert und erst zwanzig Jahre später stark gekürzt uraufgeführt wurde. Claudels Werk spiegelt autobiografisch seine Beziehung mit der verheirateten Rosalie Vetch, die er 1900 auf einer Reise nach China kennengelernt hatte. Sie hatte ihn verlassen, als sie schwanger wurde, und gab ihm dreizehn Jahre lang keinerlei Nachrichten.
Die Uraufführung fand am 21. Mai 2021 im Palais Garnier als erste Produktion nach siebenmonatiger Schließung der Oper aufgrund der Maßnahmen gegen die COVID-19-Pandemie statt. Das Orchester dirigierte der Komponist selbst. Regie führte Stanislas Nordey. Die Bühne stammte von Emmanuel Clolus, die Kostüme von Raoul Fernandez, das Lichtdesign von Philippe Berthomé, die Videos von Stéphane Pougnand, die Klänge von Daniele Guaschino und die Choreografie von Loïc Touzé. Es sangen und spielten Ève-Maud Hubeaux (Doña Prouhèze), Luca Pisaroni (Don Rodrigue de Manacor), Marc Labonnette (Jesuitenpater, König von Spanien, Saint Denys d’Athènes, Don Almagro, zweiter Soldat), Yann Beuron (Don Pélage), Nicolas Cavallier (Don Balthazar, Saint Nicolas, Frère León), Jean-Sébastien Bou (Don Camille), Béatrice Uria‑Monzon (Doña Isabel, Doña Honoria, Ordensschwester), Éric Huchet (neapolitanischer Sergeant, Kapitän, Don Rodilard, erster Soldat), Vannina Santoni (Doña Musique, Schlachterin), Max Emanuel Cenčić (Schutzengel, Saint Jacques, Saint Adlibitum), Julien Dran (Vizekönig von Neapel, Saint Boniface, Don Ramire), Camille Poul (Doña Sept-Épées), Yann-Jöel Collin (L’Irrépressible, Don Fernand), Cyril Bothorel (L’Annoncier, Kanzler, Don Léopold), Yuming Hey (der Chinese Isidore), Mélody Pini (die schwarze Jobarbara, Zimmerwirtin) und Fanny Ardant (der Mond, vorab aufgenommen).
François Lehel vom Opéra Magazine lobte die Ausführenden und die Kostüme, fand aber, dass in der Musik das Statische dominierte und die dramatische Intensität größtenteils im Text verborgen blieb. Insgesamt beschied er der Produktion nicht mehr als einen Achtungserfolg und meinte, dass einige Änderungen dem Werk nützlich sein könnten. Auch Benoît Fauchet von Diapason hob die Qualitäten der Sänger hervor, allen voran des Star-Trios Hubeaux (Prouhèze), Pisaroni (Rodrigue) und Bou (Camille). Tristan Labouret von Bachtrack hatte nach der sechsstündigen Aufführung tatsächlich das Gefühl, „eine Welt durchquert“ zu haben. Er fand, die Librettistin habe die Vorlage bemerkenswert aufbereitet. Claudels Text sei in all seiner Kraft und Musikalität vorhanden und lediglich durch die zahlreichen Schnitte verdichtet worden. Die Einteilung der vier Tage in drei Teile durch die beiden Zwischenspiele habe allerdings den Rhythmus „bizarr“ zerschnitten. In Kontrast zur Vielfältigkeit der Vorlage habe sich Dalbavie für eine stilistische Einheit entschieden. Claudels Humor fehle in der Musik völlig. Die Buffo-Charaktere beschränkten sich auf den gesprochenen Dialog. Bühne und Kostüme verstärkten den Eindruck einer effektvollen Homogenität.

## Aufnahmen
- 2021 – Marc-André Dalbavie (Dirigent), Stanislas Nordey (Regie), Emmanuel Clolus (Bühne), Raoul Fernandez (Kostüme), Philippe Berthomé (Licht), Stéphane Pougnand (Video), Daniele Guaschino (Klänge), Loïc Touzé (Choreografie), Orchester der Pariser Oper.
 Ève-Maud Hubeaux (Doña Prouhèze), Luca Pisaroni (Don Rodrigue de Manacor), Marc Labonnette (Jesuitenpater, König von Spanien, Saint Denys d’Athènes, Don Almagro, zweiter Soldat), Yann Beuron (Don Pélage), Nicolas Cavallier (Don Balthazar, Saint Nicolas, Frère León), Jean-Sébastien Bou (Don Camille), Béatrice Uria‑Monzon (Doña Isabel, Doña Honoria, Ordensschwester), Éric Huchet (neapolitanischer Sergeant, Kapitän, Don Rodilard, erster Soldat), Vannina Santoni (Doña Musique, Schlachterin), Max Emanuel Cenčić (Schutzengel, Saint Jacques, Saint Adlibitum), Julien Dran (Vizekönig von Neapel, Saint Boniface, Don Ramire), Camille Poul (Doña Sept-Épées), Yann-Jöel Collin (L’Irrépressible, Don Fernand), Cyril Bothorel (L’Annoncier, Kanzler, Don Léopold), Yuming Hey (der Chinese Isidore), Mélody Pini (die schwarze Jobarbara, Zimmerwirtin), Fanny Ardant (der Mond, vorab aufgenommen).
 Video; live aus der Opéra Garnier, Paris; Mitschnitt der Uraufführungsproduktion.
 Videostream auf Medici.tv.[9]